# Rolling Stones European Tour 1982
El European Tour 1982 es una gira de conciertos realizada por The Rolling Stones en Europa. Esta gira sirvió para promocionar el álbum Tattoo You y es la continuación de su exitosa gira estadounidense y su promotor fue Bill Graham.

## Músicos
- Mick Jagger - voz, guitarras
- Keith Richards - guitarras, voces
- Ron Wood - guitarras
- Bill Wyman - bajo
- Charlie Watts - batería

Músicos adicionales 
- Ian Stewart - piano
- Chuck Leavell - teclados
- Bobby Keys - saxofón
- Gene Barge - saxofón

## Banda de soporte
- The J. Geils Band

## Set list
1. Intro: "Take the A-Train"
2. "Under My Thumb"
3. "When the Whip Comes Down"
4. "Let's Spend the Night Together"
5. "Shattered"
6. "Neighbours"
7. "Black Limousine"
8. "Just My Imagination (Running Away with Me)"
9. "Twenty Flight Rock"
10. "Going to a Go-Go"
11. "Chantilly Lace"
12. "Let Me Go"
13. "Time Is on My Side"
14. "Beast of Burden"
15. "Let It Bleed"
16. "You Can't Always Get What You Want"
17. "Little T & A"
18. "Tumbling Dice"
19. "She's So Cold"
20. "Hang Fire"
21. "Miss You"
22. "Honky Tonk Women"
23. "Brown Sugar"
24. "Start Me Up"
25. "Jumpin' Jack Flash"
26. "(I Can't Get No) Satisfaction"
27. Outro: "Overture"

En julio de 1982 se incorporó "Chantilly Lace", y un poco más tarde, "Let It Bleed" y "Angie". Al igual que en el American Tour 1981, en esta gira se recuperaron varios de los éxitos anteriores a 1968, olvidados por el grupo en casi todas las giras de los años 70s.

## Fechas
- 26 de mayo  Capitol Theatre - Aberdeen, Escocia
- 27 de mayo  Apollo Theatre - Glasgow, Escocia
- 28 de mayo  Edinburgh Playhouse - Edimburgo, Escocia
- 31 de mayo  100 Club - Londres, Inglaterra
- 2 de junio  Feyenoord Stadion - Róterdam, Países Bajos
- 4 de junio  Feyenoord Stadion - Róterdam, Países Bajos
- 5 de junio  Feyenoord Stadion - Róterdam, Países Bajos
- 6 de junio  Niedersachsenstadion - Hanóver, Alemania
- 7 de junio  Niedersachsenstadion - Hanóver, Alemania
- 8 de junio  Waldbühne - Berlín, Alemania
- 10 de junio  Estadio Olímpico de Múnich - Múnich, Alemania
- 11 de junio  Estadio Olímpico de Múnich - Múnich, Alemania
- 13 de junio  Hippodrome D’Auteuil - París, Francia
- 14 de junio  Hippodrome D’Auteuil - París, Francia
- 16 de junio  Stade Gerland - Lyon, Francia
- 19 de junio  Ullevi Stadium - Gotemburgo, Suecia
- 20 de junio  Ullevi Stadium - Gotemburgo, Suecia
- 23 de junio  St. James Park - Newcastle upon Tyne, Inglaterra
- 25 de junio  Wembley Stadium - Londres, Inglaterra
- 26 de junio  Wembley Stadium - Londres, Inglaterra
- 27 de junio  Ashton Gate stadium - Bristol, Inglaterra
- 29 de junio  Festhalle - Fráncfort del Meno, Alemania
- 30 de junio  Festhalle - Fráncfort del Meno, Alemania
- 1 de julio  Festhalle - Fráncfort del Meno, Alemania
- 3 de julio  Praterstadion - Viena, Austria
- 4 de julio  Müngersdorfer Stadion - Colonia, Alemania
- 5 de julio  Müngersdorfer Stadion - Colonia, Alemania
- 7 de julio  Estadio Vicente Calderón - Madrid, España
- 9 de julio  Estadio Vicente Calderón - Madrid, España
- 11 de julio  Stadio Comunale - Turín, Italia
- 12 de julio  Stadio Comunale - Turín, Italia
- 15 de julio  St. Jakob Stadion - Basilea, Suiza
- 17 de julio  Stadio San Paolo - Nápoles, Italia
- 20 de julio  Parc Des Sports De L’Ouest - Niza, France
- 24 de julio  Slane Castle - Slane, Irlanda
- 25 de julio  Roundhay Park - Leeds, Inglaterra

- Datos: Q5489509
- Multimedia: The Rolling Stones in 1982 / Q5489509